# 業西丹畢呢瑪
業西丹畢呢瑪（藏語：ཡེ་ཤེས་བསྟན་པའི་ཉི་མ；1849年—1875年），第五世章嘉呼图克图（十七世），清朝内蒙古藏传佛教活佛。父亲童朗波，母亲满超。出生在青海札拉诵，幼名森哈萨托。
1850年，四世章嘉的大弟子森沙巴和扎萨克喇嘛札沙等人选定为三位转世灵童之一。由雍和宫金瓶掣签为章嘉。五岁，受小戒。1858年，奉诏进京，在颐心殿谒见咸丰帝，获得赏赐玉如意、金碗、法床、黄车等宝物，驻节京城，1859年，到多伦受到内蒙古49旗和外蒙古57旗王公、贝勒、贝子的隆重欢迎。冬天到甘肃。1862年再至京师，驻嵩祝寺。到内宫谒见同治帝。后来游学五台山、多伦和伊克昭。1866年，去西藏。1867年抵达拉萨，到大昭寺、小昭寺、三大寺，在哲蚌寺讲论经义，因为精通梵文，被西藏人赞誉。从高僧学习密宗。1868年，受大戒。1869年，应蒙古王公之请回到内蒙古。1870年被同治皇帝召见，任职京师，敕封大国师，赐金印诰命。命他每年五月到多伦避暑，十月到京城任职。1871年管辖多伦善因寺、汇宗寺。1874年，同治皇帝去世，他率僧徒诵经超度。1875年，到五台山避暑，回途中得病，在北京郊外天宁寺入寂。光绪帝命把他的龛座供奉在五台山镇海寺。